# 물가자미
물가자미는 가자미과의 바닷물고기이다. 동북 방언으로 감중어라 부르기도 한다.

## 형태
몸은 긴 타원형으로, 두께가 얇고 폭이 넓어 납작하다.
입은 큰 편이고 이빨이 뾰족하다. 위턱에는 이빨이 2줄 있는데, 안쪽 이빨이 바깥쪽 이빨에 비해 아주 작다. 아래턱에는 이빨이 1줄이다. 아래턱이 위턱보다 조금 앞쪽에 위치하며, 위턱의 끝이 아래쪽 눈 앞까지 이어져 있다.
두 눈이 오른쪽에 있는데, 위쪽 눈이 아래쪽 눈보다 조금 크다. 눈이 있는 오른쪽은 연한 암갈색 바탕에 무늬가 있으며, 눈이 없는 왼쪽은 흰색이다. 오른쪽의 무늬는 크고 작은 흑갈색 또는 유백색 반점이 흩어진 모양으로, 특히 옆줄 아래위로 각각 3개의 큰 흑갈색 반점이 마주보고 있는 것이 특징이다.
옆줄은 가슴지느러미 윗부분에서 시작해 반달 모양으로 볼록하게 휘어 등쪽으로 굽어 있으며, 뒤쪽에서는 몸 옆면의 중앙을 가로지른다. 머리 등쪽 가장자리에서는 거의 일직선에 가깝다.
등지느러미는 윗눈 앞쪽에서 시작하고, 꼬리지느러미는 마름모꼴이다. 가슴지느러미의 중간과 아래쪽은 연조(지느러미를 이루는 연한 뼈)가 갈라져 있다. 눈이 있는 쪽의 가슴지느러미 연조 11개 중 7개가 갈라져 있다.
눈이 있는 오른쪽은 빗비늘로, 눈이 없는 왼쪽은 둥근비늘로 덮여 있다. 등지느러미와 뒷지느러미는 비늘이 끝까지 줄기에 있는 반면, 가슴지느러미와 배지느러미는 기저부위에 비늘이 있다. 꼬리지느러미의 기저는 2/3부위까지 비늘로 덮여있다. 눈 사이는 2∼3줄의 작은 비늘로 덮여 있다.

## 분포
한반도 연근해를 비롯하여 북서태평양의 황해, 동중국해, 보하이해 등에 분포한다. 원산지는 한국, 일본, 중국, 대만이다.
여름 동안 황해의 백령도, 중국 산둥성 연안에 분포하다가 수온이 내려가는 가을에 남하하여 제주도 서쪽 해역에서 겨울을 나는 어군과, 가을·겨울 동안 제주도 동남쪽 해역에 분포하다가 북상하여 쓰시마섬 서쪽 및 동해에서 봄·여름을 나는 어군이 있다.

## 생태
심해어인 물가자미는 수심 200m 이내의 바닥이 모래나 펄질인 곳에 서식한다.
암컷이 수컷보다 크며, 암컷의 경우 1년생 8cm, 2년생 14cm, 3년생 19cm, 4년생 23cm, 6년생 28cm, 8년생 32cm까지 성장한다.
몸길이 10cm 이하인 치어일 때는 먹이 치어일때는 작은 갑각류를 먹고, 10cm 이상이 되면 새우류, 성게류, 게류, 오징어류 섭이하며, 15cm 이상인 개체는 주로 물고기를 먹는다. 하루에 2번, 오전 11시 쯤과 오후 18시 쯤에 먹이 활동을 한다.
4년생이 되면 산란을 하는데, 산란기는 1∼6월이며 주 산란장은 거제도 남쪽 해역 등 좁은 해협 사이이다. 몸길이 20∼32cm인 개체가 약 25∼76만개의 알을 산란한다.